# 四家子镇 (黑山县)
四家子镇，是中华人民共和国辽宁省锦州市黑山县下辖的一个乡镇级行政单位。

## 行政区划
四家子镇下辖以下地区：
马圈子村、陈家街村、大兴堡村、代平房村、十七户村、庞坨子村、高家村、六间房村、许小村、东赵家村、四家子村、十八家子村和国营黑山县原种场生活区。